# Poema experimental (1941)
Poema experimental és el títol de diversos poemes visuals de Joan Brossa. El de 1941 és un dibuix fet amb llapis sobre paper mil·limetrat. Forma part del Fons Joan Brossa de la Col·lecció MACBA.

## Descripció
Es tracta d'un poema visual sobre un paper mil·limetrat de 21,2 x 15,4 cm, col·locat verticalment i sobre el qual hi ha dibuixat un símbol d'arrel quadrada en llapis i amb traç gruixut. Sota el símbol, com a valor que s'opera, s'hi troben cinc punts suspensius, de traç fi. El primer dels punts conté un segment vertical a sota i l'últim dels punts conté un segment diagonal a la seva part superior dreta, en direcció cap a la mateixa cantonada del paper.